# Ибн Кулляб
Абу́ Муха́ммад Абдулла́х ибн Саи́д аль-Катта́н, известный как Ибн Кулля́б (араб. ابن كلاب‎; ум. ок. 855) — исламский богослов из Басры. Участвовал в дискуссиях по вопросам атрибутов Аллаха и сотворённости Корана. Разработанная им доктрина легла в основу ашаритского учения.

## Биография
Его полное имя: Абу Мухаммад Абдуллах ибн Саид ибн Кулляб аль-Каттан ат-Тамими. О его жизни очень мало информации. У него был брат, известный хадисовед, Яхья ибн Саид аль-Каттан. Жил во время правления халифа аль-Мамуна
Изучал Коран, фикх и мусульманскую ересиологию. Известно, что он принимал участие в диспутах о сотворённости Корана, которая проходила во времена «испытания» (михна). Ибн Кулляб не стеснялся использовать калам, чтобы опровергнуть мутазилитов, джахмитов, антропоморфистов, за что он подвергся критике имама Ахмада ибн Ханбаля, который был против использования калама, в том числе и для суннитских убеждений.
По мнению большинства биографов Ибн Кулляб умер в 855 году.

## Учение
Разработанная им доктрина была компромиссной между доктриной мутазилитов, утверждавших о сотворённости Корана и доктриной асхаб аль-хадис, которые заявляли о несотворённости речи Бога (каламуллах) и его повествование (ибара). Согласно доктрине Ибн Кулляба Божественная речь состоит из смысла откровения и его произношения. Произношение Божественного откровения может меняться ы зависимости от языка, а содержание откровения остается неизменным. Из этого он сделал вывод, что произношение откровения создано, а его содержание не сотворено. Таким же образом, он проводит различие между сотворенностью «чтения» (кираат) и несотворенностью «читаемого» (макру). По мнению Йозефа ван Эсса, Ибн Кулляб разработал эту теорию для того, чтобы асхаб аль-хадис мог выдержать во время гонений (михны).
Ибн Кулляб внёс большой вклад в исламское богословие. Он написал книгу об атрибутах (сифат) Аллаха. Согласно его учению, упоминаемые в Коране имена Аллаха «Знающий» (аль-Алим), «Мощный» (аль-Кадир), «Живой» (аль-Хаий) соответствуют таким атрибутам как «знание» (ильм), «власть» (кудра) «жизнь» (хаят). Ибн Кулляб признал, что эти атрибуты не существуют вне Бога, но существуют в своей сущности (зат). Фраза Ибн Кулляба о том, что атрибуты Бога одновременно «идентичные и не идентичные с ним» были было воспринято мутазилитами как серьезное нарушение исламского принципа Единобожия (таухид). По словам мутазилитов, Ибн Кулляб развил свою доктрину под влиянием христианства. Йозеф ван Эсс указывает на то, что формула одновременной тождественности и нетождественности соответствует христианской доктрине о Троице. Ибн Кулляб применил эту формулу на аяты муташабихат, в которых упоминаются Божественный лик, руки, глаза и т. д..
Среди учеников Ибн Кулляба в Багдаде был аль-Харис аль-Мухасиби (ум. 857), последовавший за ним в богословских вопросах. Учение Ибн Кулляба оказало влияния на таких известных богословов как Мухаммад аль-Бухари, Абуль-Хасан аль-Ашари, Ибн Хаджар аль-Аскаляни и др. Куллябитская школа (куллябийя) со временем была вытеснена ашаритской школой калама, которая, в вопросах сотворённости Корана и божественных атрибутов, использует учение Ибн Кулляба.